# Привокзальна вулиця (Біла Церква)
Вулиця Привокзальна  — одна з вулиць у місті Біла Церква, розташованих поруч з діючим залізничним вокзалом. 
Бере свій початок з вулиці Ярослава Мудрого і закінчується виходом до вулиці Брестської, дана вулиця знаходиться у районі «Вокзальна». Колишня назва Брестська, пов'язана з розташованим на вулиці райвідділом міліції, оскільки оборону Бреста у 1941 році здійснювали саме бійці НКВС. 